# Astragalus eurekensis
Astragalus eurekensis es una  especie de planta herbácea perteneciente a la familia de las leguminosas. Se encuentra en Norteamérica.

## Distribución y hábitat
Es una planta herbácea perennifolia que se distribuye por Estados Unidos en Utah.

## Taxonomía
Astragalus eurekensis fue descrita por  Marcus Eugene Jones y publicado en Contributions to Western Botany 8: 12, en el año 1898.
Etimología
Astragalus: nombre genérico derivado del griego clásico άστράγαλος y luego del Latín astrăgălus aplicado ya en la antigüedad, entre otras cosas, a algunas plantas de la familia Fabaceae, debido a la forma cúbica de sus semillas parecidas a un hueso del pie.
eurekensis: epíteto geográfico que alude a su localización en Eureka Dunes o Eureka Valley en el sur de California.
sinonimia
- Xylophacos eurekensis (M.E.Jones) Rydb.
- Xylophacos medius Rydb.[5]